# 東京都立第三商業高等学校
東京都立第三商業高等学校（とうきょうとりつだいさんしょうぎょうこうとうがっこう）は、東京都江東区越中島三丁目に所在する都立商業高等学校。三商の通称で呼ばれている。

## 設置学科
- 全日制課程 商業科
- 定時制課程 商業科

## 沿革
- 1928年1月 設置認可。
- 1928年4月 東京府立第三商業學校として開校。第1学年251名入学、明治小学校旧校舎で授業開始。
- 1928年8月 数矢小学校校舎へ移転。
- 1930年4月 現在地の越中島へ移転。
- 1940年2月 現在の定時制に当る夜間部を設置。
- 1943年7月 都制施行に伴い東京都立第三商業學校と改称。
- 1948年7月 学制改革に伴い東京都立第三商業高等学校と改称。全日制・定時制商業科を設置。
- 1957年12月 図書館落成。
- 1958年3月 産業教育振興法による商業実践室落成。
- 1958年7月 プール落成。
- 1962年1月 新潟県六日町に山寮落成。
- 1964年1月 財団法人東京三商会設立。
- 1970年3月 商業実習室3階増築落成。
- 1978年1月 創立50周年記念式典挙行。
- 1982年3月 新校舎棟・体育館棟・プール棟落成。
- 1990年3月 定時制創立50周年記念植樹祭挙行。
- 1991年4月 全日制会計科2学級設置・制服改定。
- 1993年4月 中国帰国生徒学級受け入れ開始。
- 1998年3月 山寮閉鎖。
- 2000年3月 テニスコート改修完工（ハードコート2面・オムニコート2面）。
- 2001年7月 台湾の中学・高校の教員が本校を訪問。
- 2001年8月 耐震工事完工。
- 2002年1月 商業実践室改装完工。
- 2002年8月 5階パソコン室改装完工。
- 2003年4月 全日制商業科が各学年6学級編成に改定、新教育課程開始。
- 2003年4月 2階パソコン室改装完工。
- 2004年4月 1階パソコン室改装完工。
- 2004年11月 冷暖房装置改修工事完工。
- 2005年2月 外壁改装工事完工。
- 2006年3月 防球ネット設置工事完工。
- 2006年5月 販売促進支援システム導入。
- 2006年9月 アスベスト除去工事完工。
- 2007年8月 パソコン室2教室に個別空調設置。
- 2008年1月 創立80周年記念式典挙行。
- 2011年4月 公益財団法人三商会設立。

## 校歌
- 『東京都立第三商業高等学校校歌』（作詞：前田夕暮、作曲：山田耕筰）

## 交通
- JR東日本京葉線越中島駅より徒歩8分
- 東京メトロ東西線・大江戸線門前仲町駅より徒歩15分
- 東京メトロ有楽町線豊洲駅徒歩10分
  - 門前仲町駅・豊洲駅から都バス 海01系統・門19系統・で「都立三商前」停留所下車

## 学校行事
- 4月 入学式、対面式
- 5月 芸術鑑賞、中間考査
- 6月 体育祭
- 7月 期末考査
- 8月 部活動合宿
- 10月 中間考査、三商祭
- 11月 学校説明会
- 12月 期末考査、芸術鑑賞
- 2月 3年学年末考査
- 3月 卒業式、1・2年学年末考査

## 特記事項
- 東京都立第三商業高等学校は我が国を代表する名門商業高等学校である。昭和、平成、令和と数多くの優秀な卒業生を輩出している。エコノミスト_(日本の雑誌)は名門高校の校風と人脈シリーズで東京都立第三商業高等学校を掲載している。
- 監査法人の公認会計士が「課題研究」の講義をする等、商業教育の水準が大学商学部・経営学部等と比較しても遜色が無い。
- 東京都のビジネス教育事業「東京プランニングラボ」に参加している。令和6年、東京都の商業高校7校(第三商業高校・葛飾商業高校・芝商業高校・千早高校・第四商業高等学校・第五商業高等学校・大田桜台高等学校)の生徒が山崎製パンと共同開発した商品について市販されている。

## 著名な卒業生
- 糸居五郎（ニッポン放送アナウンサー）
- 江波譲二（漫画家）
- 岡野加穂留（政治学者、元明治大学学長）
- 加島祥造（詩人、英文学者）
- 北村太郎（詩人）
- 11代目金原亭馬生（落語家）
- 鈴木清順（映画監督）
- 田村隆一（詩人）
- 津田信（作家）
- 殿山泰司（俳優）
- 野中郁次郎（経営学者、一橋大学名誉教授）
- 林美雄（元TBSアナウンサー）
- 仁美凌（女優）
- 立花かな（レースクイーン）
- わたるれぼりゅーしょん（お笑い芸人）
- 中町綾（YouTuber）